# Tūtesk
Tūtesk (persiska: توتسک) är en ort i Iran.   Den ligger i provinsen Khorasan, i den östra delen av landet, 900 km sydost om huvudstaden Teheran. Tūtesk ligger 1 661 meter över havet och antalet invånare är 148.
Terrängen runt Tūtesk är huvudsakligen kuperad, men den allra närmaste omgivningen är platt.  Trakten runt Tūtesk är nära nog obefolkad, med mindre än två invånare per kvadratkilometer. Det finns inga andra samhällen i närheten. Trakten runt Tūtesk är ofruktbar med lite eller ingen växtlighet.